# Townsend Coleman
Townsend Coleman (New York, 28 mei 1954) is een Amerikaans stemacteur. Het bekendste personage dat hij van een stem voorzag was Michelangelo uit Teenage Mutant Ninja Turtles.
Castingdirector Stu Rosen, die met Coleman aan de tekenfilmversie van De Freggels werkte, had hem uitgenodigd om auditie te doen voor de Ninja Turtles. Coleman deed, net zoals iedereen die een rol als een van de vier hoofdfiguren wilde bemachtigen, auditie voor alle Turtles en werd geselecteerd, al waren de makers er nog niet uit of hij de stem van Michelangelo zou inspreken en collega Cam Clarke die van Leonardo, of andersom. Het plan was om beide acteurs op de eerste opnamedag een tijd lang één stem in te laten spreken, ze later te laten wisselen van rol en aan de hand van deze opnamen de knoop door te hakken. Na een hectische dag vol spanning hebben beide acteurs echter aangegeven echt niet van plan te zijn om ook nog eens van personage te wisselen en andermans dialogen, die al op de band stonden, te gaan herhalen. Zodoende is Coleman altijd Michelangelo gebleven, en Cam Clarke Leonardo.
Andere vaste personages aan wie Townsend Coleman zijn stem leende, waren onder meer Gadgets suffe helper Corporal Capeman uit het tweede seizoen van Inspector Gadget en de absurdistische superheld de Tick in de naar hem genoemde animatieserie. Bijrolletjes had Coleman in tekenfilmseries als Batman of the Future, Gummi Beren, Captain Planet and the Planeteers, Dino-Riders en Superman: The Animated Series.

## Rollen (selectie)
- De Freggels – Gobo Freggel
- Inspector Gadget – Corporal Capeman
- Jem and the Holograms – Riot
- Teenage Mutant Ninja Turtles – Michelangelo, Rat King
- The Tick – The Tick
- Transformers: Animated – Sentinel Prime
- Where's Waldo? – Waldo

- Virtual International Authority File: 36557509